# Capey

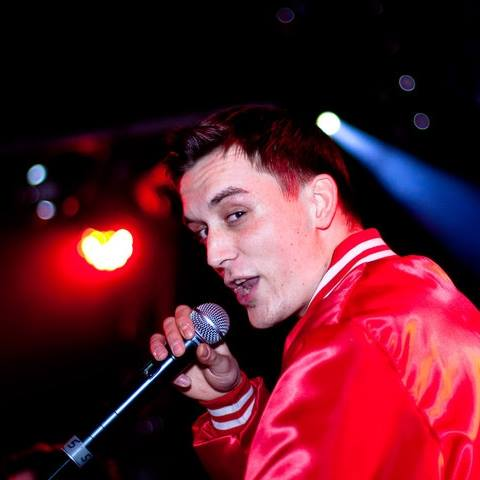
Capey (2016)

Capey (bürgerlich Caspar Friedrich; * 19. März 1988 in Ost-Berlin) auch Capey Cash oder Charly Chillsky genannt, ist ein deutscher Musiker.

## Leben
Capey wurde als Sohn einer Kunsterzieherin und des Malers Matthias Muecke im Berliner Krankenhaus Charité geboren. Er wuchs in der Oranienburger Straße in Berlin-Mitte auf und lebte dort bis 2005. Die dort erlebten Eindrücke verarbeitete er 2006 in seinem Song Oranienburger Stra$$e und 2014 in seinem musikalischen Buchprojekt Fucking Oranienburgerstrasse I Love You. Dort entstanden auch Songtexte für sein erstes Soloalbum 2006 Unter dem Grund, welches er im Eigenvertrieb veröffentlichte.
2007 erschien sein zweites Soloalbum Groove Classics unter dem Pseudonym Bassbusiness über das Independent-Label Jonni Botten. Mit dem auf dem Album enthaltenen Song Killa Gorilla gelangte er in die Playlist des Radiosenders Radio Fritz.
Von 2008 bis 2010 lebte er in London. 2010 begann er in der Bar25 in Berlin zu arbeiten und verarbeitete die Erlebnisse später in dem Song There was a Bar. Der Song wurde im November 2010 über das Bar25-Label als Vinyl und digital veröffentlicht. Des Weiteren wurde There was a Bar 2012 im Kinofilm Tage ausserhalb der Zeit als Filmsoundtrack verwendet, und lief bei diversen Radiosendern und bei dem Fernsehsender ProSieben in der Sendung Galileo.
Von 2010 bis 2012 gab Capey Konzerte als DJ oder Sänger in Berliner Clubs. In der Bar Mein Haus am See in Berlin-Mitte veranstaltete er von 2011 bis 2014 seine eigene Partyreihe Redlights.
Sein Song There was a Bar eröffnete am 12. Januar 2014 die Emporio Armani Herbst- / Winter-Kollektion auf der Fashion Week in Milan. 2014 erschien sein drittes Studioalbum Fucking Oranienburgerstrasse I love You. Die Album-CD erschien in Kombination mit einem Comic-Heft von MF Muecke und wurde auf der Kunstmesse ART Brandenburg erstmalig vorgestellt.
Am 1. März 2014 war Capey in der Sendung Caroma Club von Radio Fritz zu Gast, um über die Gentrifizierung Berlins und sein Buchprojekt zu sprechen. Im November 2014 veröffentlichte er das Kunstbuch Der Taucher nach einer Ballade von Friedrich von Schiller zusammen mit Matthias Friedrich Muecke, für welches Capey die Hörspiel-CD produzierte. Das Buch war Teil der Longlist des Deutschen Hörbuchpreises 2015 und der Shortlist des Förderpreis für junge Buchgestaltung 2014.
Für seine Ich komm alleine Tour spielte er Konzerte u. a. in der Distillery, auf dem Sinistra Festival und in dem SO36. Sein 4. Studioalbum Ostberlin Techno Story erschien am 1. Dezember 2016. Im Anschluss folgten deutschlandweit diverse Auftritte als Dj, u. a. in Berlin, Halle, Bamberg und Leipzig.
Von November 2018 bis März 2022 war Capey im Bereich Making-of und Online-Redaktion für die Filmproduktionsfirma UFA Fiction aktiv und produzierte Szenenmusiken für die ZDF-Fernsehserie SOKO Leipzig.
Im März 2022 gründete er zusammen mit Fritz Dittmann das Hafen Studio in Leipzig.
Im Rahmen der UEFA Euro 2024 spielte Capey Gigs im Stadion der Träume in Leipzig.

## Diskografie

### Alben
- 2006: Unter dem Grund
- 2008: Groove Classics (alias Bassbusiness)
- 2013: Fucking Oranienburger Straße I Love You (Musikalisches Buchprojekt) ISBN 978-3-00-043633-8.
- 2016: Ostberlin Techno Story
- 2020: Die Instrumentals
- 2023: Abstract Beat Cassette (alias Charly Chillsky)[23]

### Singles
- 2006: Oranienburger Stra$$e
- 2006: Der Deala
- 2006: Die Party is vorbei
- 2008: Killa Gorilla
- 2010: There was a Bar (Vinyl)
- 2011: Lass ma Tanzen (feat. Tillit)
- 2012: Like we do feat. Bara Broest
- 2012: Juicy Lady feat. Bara Broest
- 2012: There was a Bar (Kinosoundtrack: Bar 25 – Tage außerhalb der Zeit)
- 2014: Moon is Horney feat. Jen
- 2015: Weg von hier
- 2015: Do it myself feat. Emine Bahar
- 2016: Sunrise Fiesta
- 2017: Synapsenfreak
- 2017: Ostberlin Techno Story
- 2017: Schlaflose Nächte
- 2017: Party Mit Mir
- 2018: Ort aus Stahlbeton
- 2021: God Is in the Radio[24]
- 2022: Es war einmal in London[25]
- 2022: Made under Redlights[26]
- 2022: Easy Peasy[27]
- 2024: Moon Waves feat. Marco Tegui[28]
- 2024: Flatshare[29]

### Projekte
- 2014: Der Taucher (Musikalisches Buchprojekt mit Matthias Mücke) ISBN 978-3-00-044036-6.
- 2023: Charly Chillsky (Musikproduktion)[30]